# Золотой глобус (премия, 1987)
44-я церемония вручения наград премии «Золотой глобус»

31 января 1987 года
Лучший фильм (драма): 

«Взвод»
Лучший фильм (комедия или мюзикл): 

«Ханна и её сёстры»
Лучший драматический сериал: 

«Закон Лос-Анджелеса»
Лучший сериал (комедия или мюзикл): 

«Золотые девочки»
Лучший мини-сериал или фильм на ТВ: 

«Обещание»
< 43-я Церемонии вручения 45-я >
44-я церемония вручения наград премии «Золотой глобус» за заслуги в области кинематографа и телевидения за 1986 год состоялась 31 января 1987 года в Beverly Hilton Hotel (Лос-Анджелес, Калифорния, США). Номинанты были объявлены 5 января 1987 года.

## Список лауреатов и номинантов
• Победители выделены отдельным цветом. 

### Игровое кино
Количество наград/номинаций:
- 2/5: «Миссия»
- 1/5: «Ханна и её сёстры»
- 3/4: «Взвод»
- 1/4: «Мона Лиза»
- 1/3: «Дети меньшего бога» / «Комната с видом» / «Данди по прозвищу „Крокодил“»
- 0/3: «Дикая штучка» / «Такова жизнь!»
- 1/2: «Преступления сердца» / «Лучший стрелок»
- 0/2: «Останься со мной» / «Без гроша в Беверли Хиллз» / «Магазинчик ужасов» / «Пегги Сью вышла замуж» / «Берег москитов» / «Полночный джаз» / «Цвет денег» / «Синий бархат»
- 1/1: «Нападение»

| Категории                             | Лауреаты и номинанты | Лауреаты и номинанты                                                                  |                          |
| ------------------------------------- | --- | ------------------------------------------------------------------------------------- | ------------------------ |
| Лучший фильм (драма)                  | • Взвод / Platoon (Арнольд Копельсон)                                                                                          | • Взвод / Platoon (Арнольд Копельсон)                                                 |                          |
| Лучший фильм (драма)                  | • Дети меньшего бога / Children of a Lesser God (Патрик Дж. Палмер)                                                            |                                                                                       |                          |
| Лучший фильм (драма)                  | • Миссия / The Mission (Фернандо Гиа)                                                                                          |                                                                                       |                          |
| Лучший фильм (драма)                  | • Мона Лиза / Mona Lisa (Патрик Кассаветти)                                                                                    |                                                                                       |                          |
| Лучший фильм (драма)                  | • Комната с видом / A Room with a View (Исмаил Мерчант)                                                                        |                                                                                       |                          |
| Лучший фильм (драма)                  | • Останься со мной / Stand by Me (Брюс Э. Эванс)                                                                               |                                                                                       |                          |
| Лучший фильм (комедия или мюзикл)     | • Ханна и её сёстры / Hannah and Her Sisters                                                                                   | • Ханна и её сёстры / Hannah and Her Sisters                                          |                          |
| Лучший фильм (комедия или мюзикл)     | • Без гроша в Беверли Хиллз / Down and Out in Beverly Hills                                                                    |                                                                                       |                          |
| Лучший фильм (комедия или мюзикл)     | • Магазинчик ужасов / Little Shop of Horrors                                                                                   |                                                                                       |                          |
| Лучший фильм (комедия или мюзикл)     | • Пегги Сью вышла замуж / Peggy Sue Got Married                                                                                |                                                                                       |                          |
| Лучший фильм (комедия или мюзикл)     | • Преступления сердца / Crimes of the Heart                                                                                    |                                                                                       |                          |
| Лучший фильм (комедия или мюзикл)     | • Данди по прозвищу «Крокодил» / «Crocodile» Dundee                                                                            |                                                                                       |                          |
| Лучший режиссёр                       | | • Оливер Стоун за фильм «Взвод»                                                       |                          |
| Лучший режиссёр                       | • Вуди Аллен — «Ханна и её сёстры»                                                                                             |                                                                                       |                          |
| Лучший режиссёр                       | • Джеймс Айвори — «Комната с видом»                                                                                            |                                                                                       |                          |
| Лучший режиссёр                       | • Ролан Жоффе — «Миссия» |                                                                                       |                          |
| Лучший режиссёр                       | • Роб Райнер — «Останься со мной»                                                                                              |                                                                                       |                          |
| Лучший актёр в драматическом фильме   | | • Боб Хоскинс — «Мона Лиза» (за роль Джорджа)                                         |                          |
| Лучший актёр в драматическом фильме   | • Харрисон Форд — «Берег москитов» (за роль Алли Фокса)                                                                        |                                                                                       |                          |
| Лучший актёр в драматическом фильме   | • Декстер Гордон — «Полночный джаз» (за роль Дейла Тёрнера)                                                                    |                                                                                       |                          |
| Лучший актёр в драматическом фильме   | • Уильям Хёрт — «Дети меньшего бога» (за роль Джеймса Лидса)                                                                   |                                                                                       |                          |
| Лучший актёр в драматическом фильме   | • Джереми Айронс — «Миссия» (за роль отца Габриэля)                                                                            |                                                                                       |                          |
| Лучший актёр в драматическом фильме   | • Пол Ньюман — «Цвет денег» (за роль Эдди Фелсона)                                                                             |                                                                                       |                          |
| Лучшая актриса в драматическом фильме | | • Марли Мэтлин — «Дети меньшего бога» (за роль Сары Норман)                           |                          |
| Лучшая актриса в драматическом фильме | • Джули Эндрюс — «Дуэт для солистки» (за роль Стефани Андерсон)                                                                |                                                                                       |                          |
| Лучшая актриса в драматическом фильме | • Энн Бэнкрофт — «Спокойной ночи, мама» (англ.) (за роль Тельмы Кейтс)                                                         |                                                                                       |                          |
| Лучшая актриса в драматическом фильме | • Фэрра Фосетт — «Крайности» (за роль Марджори)                                                                                |                                                                                       |                          |
| Лучшая актриса в драматическом фильме | • Сигурни Уивер — «Чужие» (за роль Эллен Рипли)                                                                                |                                                                                       |                          |
| Лучший актёр в комедии или мюзикле    | | • Пол Хоган — «Данди по прозвищу „Крокодил“» (за роль «Крокодила» Мика Данди)         |                          |
| Лучший актёр в комедии или мюзикле    | • Мэттью Бродерик — «Феррис Бьюллер берёт выходной» (за роль Ферриса Бьюллера)                                                 |                                                                                       |                          |
| Лучший актёр в комедии или мюзикле    | • Джефф Дэниэлс — «Дикая штучка» (за роль Чарльза Дриггса)                                                                     |                                                                                       |                          |
| Лучший актёр в комедии или мюзикле    | • Дэнни Де Вито — «Безжалостные люди» (за роль Сэма Стоуна)                                                                    |                                                                                       |                          |
| Лучший актёр в комедии или мюзикле    | • Джек Леммон — «Такова жизнь!» (за роль Харви Фэйрчилда)                                                                      |                                                                                       |                          |
| Лучшая актриса в комедии или мюзикле  | | • Сисси Спэйсек — «Преступления сердца» (за роль Ребеки («Бэйб»))                     |                          |
| Лучшая актриса в комедии или мюзикле  | • Джули Эндрюс — «Такова жизнь!» (за роль Джиллиан Фэйрчилд)                                                                   |                                                                                       |                          |
| Лучшая актриса в комедии или мюзикле  | • Мелани Гриффит — «Дикая штучка» (за роль Одри Хэнкель / Лулу)                                                                |                                                                                       |                          |
| Лучшая актриса в комедии или мюзикле  | • Бетт Мидлер — «Без гроша в Беверли Хиллз» (за роль Барбары Уайтмэн)                                                          |                                                                                       |                          |
| Лучшая актриса в комедии или мюзикле  | • Кэтлин Тёрнер — «Пегги Сью вышла замуж» (за роль Пегги Сью)                                                                  |                                                                                       |                          |
| Лучший актёр второго плана            | | • Том Беренджер — «Взвод» (за роль штаб-сержанта Боба Барнса)                         |                          |
| Лучший актёр второго плана            | • Майкл Кейн — «Ханна и её сёстры» (за роль Эллиота)                                                                           |                                                                                       |                          |
| Лучший актёр второго плана            | • Деннис Хоппер — «Команда из штата Индиана» (за роль «Стрелка»)                                                               |                                                                                       |                          |
| Лучший актёр второго плана            | • Рэй Лиотта — «Дикая штучка» (за роль Рэя Синклера)                                                                           |                                                                                       |                          |
| Лучший актёр второго плана            | • Деннис Хоппер — «Синий бархат» (за роль Фрэнка Бута)                                                                         |                                                                                       |                          |
| Лучшая актриса второго плана          | | • Мэгги Смит — «Комната с видом» (за роль Шарлотты Бартлетт)                          |                          |
| Лучшая актриса второго плана          | • Мэри Элизабет Мастрантонио — «Цвет денег» (за роль Кармен)                                                                   |                                                                                       |                          |
| Лучшая актриса второго плана          | • Кэти Тайсон — «Мона Лиза» (за роль Симоны)                                                                                   |                                                                                       |                          |
| Лучшая актриса второго плана          | • Дайан Уист — «Ханна и её сёстры» (за роль Холли)                                                                             |                                                                                       |                          |
| Лучшая актриса второго плана          | • Линда Козловски — «Данди по прозвищу „Крокодил“» (за роль Сью Чарлтон)                                                       |                                                                                       |                          |
| Лучший сценарий                       | | • Роберт Болт — «Миссия»                                                              | • Роберт Болт — «Миссия» |
| Лучший сценарий                       | • Вуди Аллен — «Ханна и её сёстры»                                                                                             |                                                                                       |                          |
| Лучший сценарий                       | • Нил Джордан — «Мона Лиза» |                                                                                       |                          |
| Лучший сценарий                       | • Дэвид Линч — «Синий бархат»                                                                                                  |                                                                                       |                          |
| Лучший сценарий                       | • Оливер Стоун — «Взвод» |                                                                                       |                          |
| Лучшая музыка к фильму                | | • Эннио Морриконе — «Миссия»                                                          |                          |
| Лучшая музыка к фильму                | • Гарольд Фальтермейер — «Лучший стрелок»                                                                                      |                                                                                       |                          |
| Лучшая музыка к фильму                | • Майлз Гудман — «Магазинчик ужасов»                                                                                           |                                                                                       |                          |
| Лучшая музыка к фильму                | • Херби Хэнкок — «Полночный джаз»                                                                                              |                                                                                       |                          |
| Лучшая музыка к фильму                | • Морис Жарр — «Берег москитов»                                                                                                |                                                                                       |                          |
| Лучшая песня                          | • Take My Breath Away — «Лучший стрелок» — музыка: Джорджо Мородер, слова: Том Уитлок                                          | • Take My Breath Away — «Лучший стрелок» — музыка: Джорджо Мородер, слова: Том Уитлок |                          |
| Лучшая песня                          | • Life in a Looking Glass — «Такова жизнь!» — музыка: Генри Манчини, слова: Лесли Брикасс                                      |                                                                                       |                          |
| Лучшая песня                          | • Somewhere Out There — «Американский хвост» — музыка: Джеймс Хорнер и Барри Манн, слова: Синтия Вайль                         |                                                                                       |                          |
| Лучшая песня                          | • Sweet Freedom — «Беги без оглядки» (англ.) — музыка и слова: Род Темпертон                                                   |                                                                                       |                          |
| Лучшая песня                          | • Glory of Love — «Парень-каратист 2» — музыка и слова: Питер Сетера и Дэвид Фостер, слова: и Diane Nini                       |                                                                                       |                          |
| Лучшая песня                          | • They Don’t Make Them Like They Used to — «Крутые ребята» — музыка и слова: Берт Бакарак, Кенни Роджерс и Кэрол Байер Сейджер |                                                                                       |                          |
| Лучший фильм на иностранном языке     | • Нападение / De Aanslag (Нидерланды)                                                                                          | • Нападение / De Aanslag (Нидерланды)                                                 |                          |
| Лучший фильм на иностранном языке     | • Трое мужчин и младенец в люльке / Trois hommes et un couffin (Франция)                                                       |                                                                                       |                          |
| Лучший фильм на иностранном языке     | • Тридцать семь и два по утрам / 37°2 le matin (Франция)                                                                       |                                                                                       |                          |
| Лучший фильм на иностранном языке     | • Джинджер и Фред / Ginger e Fred (Италия)                                                                                     |                                                                                       |                          |
| Лучший фильм на иностранном языке     | • Отелло / Otello (Италия) |                                                                                       |                          |

### Телевизионные награды
| Категории                                                               | Лауреаты и номинанты                                                                                 | Лауреаты и номинанты                                                                    |
| ----------------------------------------------------------------------- | --- | --------------------------------------------------------------------------------------- |
| Лучший телевизионный сериал (драма)                                     | • Закон Лос-Анджелеса / L.A. Law                                                                     | • Закон Лос-Анджелеса / L.A. Law                                                        |
| Лучший телевизионный сериал (драма)                                     | • Кегни и Лейси / Cagney & Lacey                                                                     |                                                                                         |
| Лучший телевизионный сериал (драма)                                     | • Династия / Dynasty                                                                                 |                                                                                         |
| Лучший телевизионный сериал (драма)                                     | • Полиция Майами: Отдел нравов / Miami Vice                                                          |                                                                                         |
| Лучший телевизионный сериал (драма)                                     | • Она написала убийство / Murder, She Wrote                                                          |                                                                                         |
| Лучший телевизионный сериал (драма)                                     | • Сент-Элсвер / St. Elsewhere                                                                        |                                                                                         |
| Лучший телевизионный сериал (комедия или мюзикл)                        | • Золотые девочки / The Golden Girls                                                                 | • Золотые девочки / The Golden Girls                                                    |
| Лучший телевизионный сериал (комедия или мюзикл)                        | • Весёлая компания / Cheers                                                                          |                                                                                         |
| Лучший телевизионный сериал (комедия или мюзикл)                        | • Шоу Косби / The Cosby Show                                                                         |                                                                                         |
| Лучший телевизионный сериал (комедия или мюзикл)                        | • Семейные узы / Family Ties                                                                         |                                                                                         |
| Лучший телевизионный сериал (комедия или мюзикл)                        | • Детективное агентство «Лунный свет» / Moonlighting                                                 |                                                                                         |
| Лучший мини-сериал или телефильм                                        | • Обещание / Promise                                                                                 | • Обещание / Promise                                                                    |
| Лучший мини-сериал или телефильм                                        | • Анастасия: Загадка Анны / Anastasia: The Mystery of Anna                                           |                                                                                         |
| Лучший мини-сериал или телефильм                                        | • Канун Рождества / Christmas Eve                                                                    |                                                                                         |
| Лучший мини-сериал или телефильм                                        | • Ничей ребёнок / Nobody’s Child                                                                     |                                                                                         |
| Лучший мини-сериал или телефильм                                        | • Пётр Великий / Peter the Great                                                                     |                                                                                         |
| Лучший мини-сериал или телефильм                                        | • Неестественные причины / Unnatural Causes                                                          |                                                                                         |
| Лучший актёр в драматическом телесериале                                | | • Эдвард Вудвард — «Уравнитель» (англ.) (за роль Роберта Маккола)                       |
| Лучший актёр в драматическом телесериале                                | • Уильям Дивейн — «Тихая пристань» (за роль Грегори Самнера)                                         |                                                                                         |
| Лучший актёр в драматическом телесериале                                | • Джон Форсайт — «Династия» (за роль Блейка Кэррингтона)                                             |                                                                                         |
| Лучший актёр в драматическом телесериале                                | • Дон Джонсон — «Полиция Майами: Отдел нравов» (за роль дет. Джеймса «Санни» Крокетта)               |                                                                                         |
| Лучший актёр в драматическом телесериале                                | • Том Селлек — «Частный детектив Магнум» (за роль детектива Томаса Магнума)                          |                                                                                         |
| Лучшая актриса в драматическом телесериале                              | | • Анджела Лэнсбери — «Она написала убийство» (за роль Джессики Флетчер)                 |
| Лучшая актриса в драматическом телесериале                              | • Джоан Коллинз — «Династия» (за роль Алексис Кэррингтон Колби)                                      |                                                                                         |
| Лучшая актриса в драматическом телесериале                              | • Тайн Дейли — «Кегни и Лейси» (за роль детектива Мэри Бет Лейси)                                    |                                                                                         |
| Лучшая актриса в драматическом телесериале                              | • Шэрон Глесс — «Кегни и Лейси» (за роль детектива Кристин Кегни)                                    |                                                                                         |
| Лучшая актриса в драматическом телесериале                              | • Конни Селлекка — «Отель» (за роль Кристин Фрэнсис)                                                 |                                                                                         |
| Лучший актёр телесериала, в жанре комедии или мюзикла                   | [[Файл:\|240px]]                                                                                     | • Брюс Уиллис — «Детективное агентство „Лунный свет“» (за роль Дэвида Эддисона)         |
| Лучший актёр телесериала, в жанре комедии или мюзикла                   | [[Файл:\|240px]]                                                                                     | • Билл Косби — «Шоу Косби» (за роль д-ра Хитклиффа «Клиффа» Хакстейбла)                 |
| Лучший актёр телесериала, в жанре комедии или мюзикла                   | [[Файл:\|240px]]                                                                                     | • Тед Дэнсон — «Весёлая компания» (за роль Сэма Мэлоуна)                                |
| Лучший актёр телесериала, в жанре комедии или мюзикла                   | [[Файл:\|240px]]                                                                                     | • Тони Данца — «Кто здесь босс?» (за роль Тони Мичелли)                                 |
| Лучший актёр телесериала, в жанре комедии или мюзикла                   | [[Файл:\|240px]]                                                                                     | • Майкл Дж. Фокс — «Семейные узы» (за роль Алекса П. Китона)                            |
| Лучшая актриса телесериала, в жанре комедии или мюзикла                 | | • Сибилл Шеперд — «Детективное агентство „Лунный свет“» (за роль Мадлен «Мэдди» Хэйз)   |
| Лучшая актриса телесериала, в жанре комедии или мюзикла                 | • Беатрис Артур — «Золотые девочки» (за роль Дороти Петрилло Зборнак)                                |                                                                                         |
| Лучшая актриса телесериала, в жанре комедии или мюзикла                 | • Эстель Гетти — «Золотые девочки» (за роль Софии Петрилло)                                          |                                                                                         |
| Лучшая актриса телесериала, в жанре комедии или мюзикла                 | • Ру Макклэнахан — «Золотые девочки» (за роль Бланш Деверо)                                          |                                                                                         |
| Лучшая актриса телесериала, в жанре комедии или мюзикла                 | • Бетти Уайт — «Золотые девочки» (за роль Розы Найлунд)                                              |                                                                                         |
| Лучший актёр в мини-сериале или телефильме                              | | • Джеймс Вудс — «Обещание» (за роль Ди Джея Бёлера)                                     |
| Лучший актёр в мини-сериале или телефильме                              | • Джеймс Гарнер — «Обещание» (за роль Боба Бёлера)                                                   |                                                                                         |
| Лучший актёр в мини-сериале или телефильме                              | • Марк Хэрмон — «Осторожный незнакомец» (англ.) (за роль Теда Банди)                                 |                                                                                         |
| Лучший актёр в мини-сериале или телефильме                              | • Ян Никлас — «Пётр Великий» (за роль Пётра Великого (в молодости))                                  |                                                                                         |
| Лучший актёр в мини-сериале или телефильме                              | • Джон Риттер — «Неестественные причины» (за роль Фрэнка Коулмана)                                   |                                                                                         |
| Лучшая актриса в мини-сериале или телефильме                            | | • Лоретта Янг — «Канун Рождества» (за роль Аманды Кингсли)                              |
| Лучшая актриса в мини-сериале или телефильме                            | • Фэрра Фосетт — «Охотник за нацистами: История Беаты Кларсфельд» (англ.) (за роль Беаты Кларсфельд) |                                                                                         |
| Лучшая актриса в мини-сериале или телефильме                            | • Эми Ирвинг — «Анастасия: Загадка Анны» (за роль Анны Андерсон)                                     |                                                                                         |
| Лучшая актриса в мини-сериале или телефильме                            | • Ванесса Редгрейв — «Вторая подача» (англ.) (за роль Ричарда Рэдли / Рене Ричардс)                  |                                                                                         |
| Лучшая актриса в мини-сериале или телефильме                            | • Марло Томас — «Ничей ребёнок» (за роль Мэри Балтер)                                                |                                                                                         |
| Лучший актёр второго плана в телесериале, мини-сериале или телефильме   | | • Ян Никлас — «Анастасия: Загадка Анны» (за роль принца Эриха)                          |
| Лучший актёр второго плана в телесериале, мини-сериале или телефильме   | • Том Конти — «Охотник за нацистами: История Беаты Кларсфельд» (за роль Сержа Кларсфельда)           |                                                                                         |
| Лучший актёр второго плана в телесериале, мини-сериале или телефильме   | • Джон Хиллерман — «Частный детектив Магнум» (за роль Джонатана Хиггинса)                            |                                                                                         |
| Лучший актёр второго плана в телесериале, мини-сериале или телефильме   | • Тревор Ховард — «Канун Рождества» (за роль Мейтленда)                                              |                                                                                         |
| Лучший актёр второго плана в телесериале, мини-сериале или телефильме   | • Рон Либман — «Канун Рождества» (за роль Морриса Хаффнера)                                          |                                                                                         |
| Лучшая актриса второго плана в телесериале, мини-сериале или телефильме | | • Оливия де Хэвилленд — «Анастасия: Загадка Анны» (за роль императрицы Марии Фёдоровны) |
| Лучшая актриса второго плана в телесериале, мини-сериале или телефильме | • Жюстин Бейтман — «Семейные узы» (за роль Мэллори Китон)                                            |                                                                                         |
| Лучшая актриса второго плана в телесериале, мини-сериале или телефильме | • Пайпер Лори — «Обещание» (за роль Энни Гилберт)                                                    |                                                                                         |
| Лучшая актриса второго плана в телесериале, мини-сериале или телефильме | • Джеральдин Пейдж — «Охотник за нацистами: История Беаты Кларсфельд» (за роль Итты Халаунбреннер)   |                                                                                         |
| Лучшая актриса второго плана в телесериале, мини-сериале или телефильме | • Лилли Палмер (посмертно) — «Пётр Великий» (за роль царицы Натальи)                                 |                                                                                         |
| Лучшая актриса второго плана в телесериале, мини-сериале или телефильме | • Реа Перлман — «Весёлая компания» (за роль Карлы Тортелли)                                          |                                                                                         |

### Специальные награды
| Премия Сесиля Б. Де Милля (Награда за вклад в кинематограф) | Энтони Куинн | • Энтони Куинн                                  |
| Мисс «Золотой глобус» 1987 (Символический титул)            |              | • Кендес Савалас — (дочь актёра Телли Саваласа) |